# ミケル・アルテタ
ミケル・アルテタ・アマトリアイン（Mikel Arteta Amatriain, 1982年3月26日 - ）は、スペイン・バスク自治州ギプスコア県サン・セバスティアン出身の元サッカー選手、現サッカー指導者。現役時代のポジションはミッドフィールダー。現在はプレミアリーグのアーセナルFCの監督を務めている。

## クラブ経歴

### プロデビューまで
地元のクラブであるアンティゴコでサッカー選手としてのキャリアを始め、そこで幼馴染となるシャビ・アロンソと知り合った。二人はサン・セバスティアンの浜辺でよく遊び、レアル・ソシエダでともにプレイすることを夢見た。シャビ・アロンソは後にレアル・ソシエダと契約を結んだが、アルテタは15歳でFCバルセロナBに加入した。しかし、トップチームに昇格することは叶わず、2002年にレンタルでパリ・サンジェルマンFCに加入した。

### レンジャーズ
2002年にレンジャーズFCに加入し、2シーズンを過ごした。2002-03シーズンにはスコティッシュ・プレミアリーグ、スコティッシュカップ、スコティッシュリーグカップの3つのタイトルを獲得した。加入初年度はすぐにチームに馴染み、レギュラーとしてプレーしたが、2シーズン目はコンディション不良に苦しんだ。

### レアル・ソシエダ
2004年に520万ユーロの移籍金でレアル・ソシエダへの移籍が決定した。シャビ・アロンソがリヴァプールFCへ移籍したためともにプレーする夢は叶わず、アルテタ自身もポジションを確保することができなかった。

### エヴァートン

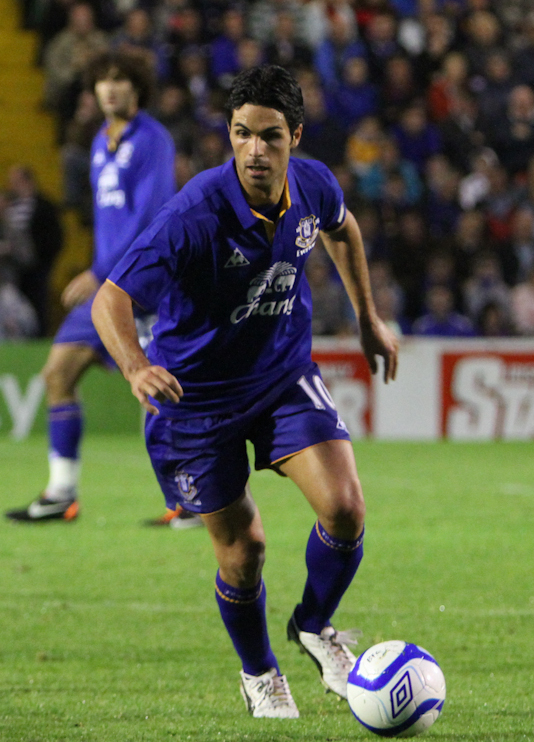
エヴァートンでプレーするアルテタ

2005年1月の移籍期間終了間際にデイヴィッド・モイーズは後に完全移籍で獲得することを見込んで、レンタル移籍でアルテタを獲得した。トーマス・グラヴェセンが移籍した穴を埋めることを期待されていた。後にクラブのチャンピオンズリーグ出場権獲得に多大な貢献を果たす事になった。初ゴールは4-0で勝利したクリスタル・パレスFC戦で記録した。2005年7月に5年間の契約を結び、ソシエダには200万ポンドが支払われた。
2005-06シーズンは、クラブのファン投票による年間最優秀選手と選手間の投票で選出される年間最優秀選手に選ばれた。
2006-07シーズンでは1月の終わりまでに6ゴールを挙げた。マン・オブ・ザ・マッチにも度々選出され、35試合に出場し、最終的に9ゴールを挙げた。アルテタは2シーズン連続でクラブの年間最優秀選手に選ばれ、『Sky Sports』が選出するプレミアリーグの最優秀MFにクリスティアーノ・ロナウドを抑え選ばれた。
チームはUEFAカップの出場権を獲得し、クラブの最優秀選手に選ばれる活躍を続けた。
2007年の夏に新たにクラブと5年間の契約を結び、2012年までグディソン・パークに留まることになった。
2007-08シーズンにアルテタは、ノース・ウェストの年間最優秀選手に選ばれ、2008年1月にはエヴァートンの選手としては5年ぶりに、リヴァプール・エコー紙のスポーツ・パーソナリティ・オブ・ザ・イヤーを受賞した。
シーズン後半は腹部の調子が悪く、問題を解決するために最終戦を前に手術を受けた。2008-09シーズンの開幕戦でフリーキックからゴールを決めるなど、コンディションを取り戻しつつあったが、2月22日のニューカッスル・ユナイテッドFC戦で左ヒザ十字靭帯断裂の重傷を負い、2009-10シーズンの始めの5ヶ月間チームを離れることになった。
2010年1月に行われたFAカップのバーミンガム・シティFC戦に交代で出場しチームに復帰し、2-1で勝利したリーグ戦のチェルシーFC戦ではスターティングメンバーとして試合に出場した。8月にはクラブと新たな5年間の契約を結んだ。

### アーセナル

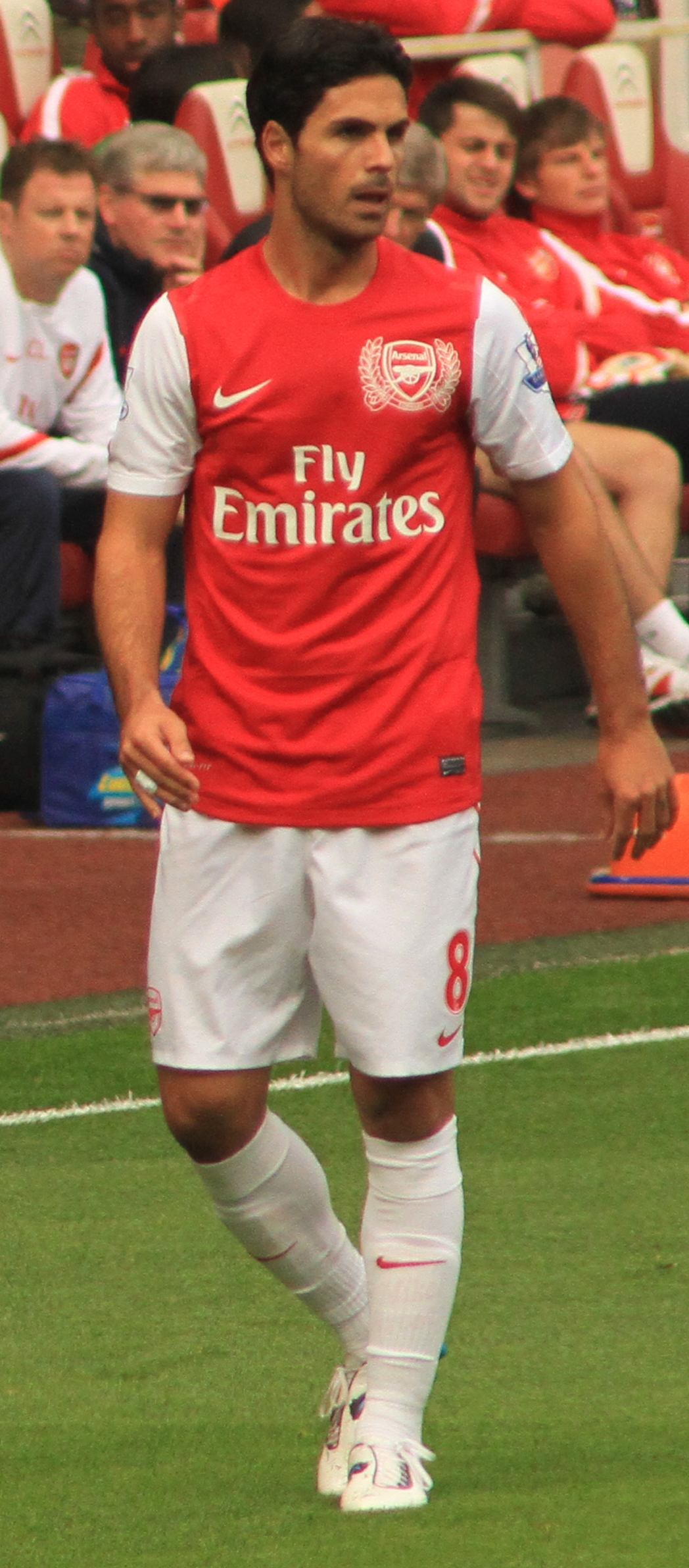
アーセナルでプレーするアルテタ

2011年8月31日、1000万ポンドの移籍金でアーセナルFCへ移籍し、4年間の契約を結んだ。
トーマス・フェルマーレンの移籍に伴い、2014-15シーズンよりキャプテンに就任した。2015年7月8日、アーセナルFCと1年の契約延長を発表した。2016年5月15日、アーセナルのアーセン・ヴェンゲル監督がアルテタとトマーシュ・ロシツキーの2015-16シーズン限りでの退団を発表。

## 代表経歴
スペイン代表とバスク代表としてプレイする資格を有している。U-16、17、18、21のスペイン代表としてプレイしたことはあるが、A代表でプレイした経験はない。1999年に開催されたUEFA U-16欧州選手権とUEFA-CAF メリディアン・カップ優勝を経験しており、FIFA U-17ワールドカップにも出場し、UEFA U-21欧州選手権の予選ではキャプテンを務めた。
FIFAの規定では、U-16スペイン代表に選ばれた時点でイギリスのパスポートを持っていなければならないが、2010年8月にいくつかのメディアが誤ってイングランド代表でプレーする資格があると報道したため、エヴァートンのファンはネット上でキャンペーンを始めた。これに際してアルテタ自身はスペイン代表でプレーする目標を捨ててはいないとコメントしている。また、アルテタはイングランド代表に選ばれるための要件（出生地がイングランドであること、両親または祖父母がイングランド生まれであること、18歳になる前にイギリスで5年間の教育を受けていること）をいずれも満たしていない。

## 指導者歴

### マンチェスター・シティ
アルテタには引退後、3つの選択肢があった。アーセナルFCを率いるアーセン・ヴェンゲル、マウリシオ・ポチェッティーノ（パリ・サンジェルマンFCのチームメイト）のスタッフに加わる、またはマンチェスター・シティのジョゼップ・グアルディオラのコーチ陣に加わることを提案されたのである。2016年7月3日、マンチェスター・シティのアシスタントコーチに就任した。グアルディオラとの出会いはバルセロナ・アカデミーだったが、グアルディオラはアルテタより11歳年上で、すでにトップチームに定着していた。それ以来、二人は連絡を取り合っていた。2015年、グアルディオラがバイエルン・ミュンヘンを退団する際、現役最後の年を迎えたアルテタが再会を果たし、一緒に仕事をすることになった。2018年9月19日、UEFAチャンピオンズリーグのリヨン戦では、グアルディオラがベンチ入り禁止処分を受けていたことによりチームを指揮した。マンチェスター・シティでアルテタはプレミアリーグ優勝2回、FAカップ優勝1回、EFLカップ優勝2回を達成した。2018年、アルテタは前監督のアーセン・ヴェンゲルの退任に伴い、アーセナルの監督の候補として挙げられたが、最終的にはウナイ・エメリが就任した。

### アーセナル

#### 2019-21年：初期とFAカップ制覇
2019-2020シーズンのアーセナルは、11月29日にヨーロッパリーグ含め7戦連続勝利無しの時点でエメリを解任し、マンチェスター・シティのヘッドコーチを務めていたアルテタに監督就任を要請した。アルテタはこれを受け12月20日に3年半契約で就任した。2020年3月12日、アルテタが世界的に流行していた2019新型コロナウイルスに感染したことが判明し、ファーストチームの選手全員とコーチ陣を含むかなり多くのアーセナル関係者が政府の方針に従い彼との最後の接触日から14日間の自宅待機となった。プレミアリーグ公式は、数時間前に今後の試合は予定通り試合を行う旨の発表をしていたが、このアルテタの感染の発表を受けて3月13日の午前に緊急のクラブ会議を行った。その後も他のプレミアリーグチームの選手やスタッフから感染者や感染の疑いがある人物が続出し、3月13日にプレミアリーグは4月4日までイングランドのプロチームの試合全てを一時中断する決定をしたことを発表した。同年8月1日、FAカップ決勝でチェルシーを下し、監督として初のシーズンで早くも初のタイトルを獲得した。これによりアルテタは、アーセナルにおいて主将と監督の両方でFA杯優勝を果たした最初の人物となった。
2020年9月10日、役職名がヘッドコーチからファーストチームマネージャーに変更された。これにより監督としてチームの指揮・指導に留まらず、チームの運営や分析、選手獲得、ハイパフォーマンス、医療などあらゆる要素の権限を有することになった。しかしチーム改革はなかなか進まず、UEFAヨーロッパリーグの準決勝において、前任者エメリ率いるビジャレアルに敗北、プレミアリーグでは一時15位に陥落するなどチームを低迷させた。最終的に8位でシーズンを終え、UEFAヨーロッパリーグの出場権も逃しチームは26年振りにヨーロッパの舞台から去ることになった。

#### 2021-22シーズン
任期3年目である2021-22シーズンはプレミアリーグ年間最高額であり、チーム歴代最高額である総額1億6000万ポンドの補強を敢行し、ヌーノ・タヴァレス、アルベール・サンビ・ロコンガ、ベン・ホワイトといった戦力を加えるも、プレシーズンにトーマス・パーテイ、ガブリエウが負傷したことやピエール＝エメリク・オーバメヤン、アレクサンドル・ラカゼット、ホワイトらなどが相次いで新型コロナ陽性になるなど主力が大量に起用不可能となり思うような布陣が組めないこともあって67年振りに開幕3戦で全敗し、チームをプレミアリーグ単独最下位の20位に低迷させた。しかし開幕3連敗後は徐々に離脱者が復帰し、その間にアーロン・ラムズデール、冨安健洋という新戦力が加入、さらに前シーズンレンタルで加入していたマルティン・ウーデゴールの完全移籍での再加入などで一気に戦力が充実、先発選手が大幅に変わりチーム状態が向上した。それによりノース・ロンドン・ダービーでの快勝などもありプレミアリーグ監督で唯一9月を全勝で終えた。この戦績からアーセナル監督の受賞は約6年ぶりとなり自身としては初となるプレミアリーグ月間最優秀監督に選出された。同年12月29日、新型コロナの検査で自身2度目の陽性判定となり、年明け1月1日に行われるプレミアリーグのマンチェスター・シティ戦を欠場することが公式発表された。2022年3月、リーグ戦でアウェイのワトフォード戦、ホームのレスター戦に連勝すると中二日でのホームの強豪リヴァプール戦には負けたもののさらに中二日でのアウェイのアストン・ヴィラ戦に勝利し厳しい日程のなか3月を4戦3勝で終えた。アーセナルは7年ぶりとなるアウェイ5連勝となった。この結果から3月のプレミアリーグ月間最優秀監督を受賞した。同年5月6日、アーセナルと2024-25シーズン終了まで契約延長したことが公式発表された。

#### 2022-23シーズン
2022-23シーズンは、プレシーズンからの好調を維持して開幕5連勝で単独首位となり8月唯一の全勝をしたため自身3度目となる8月のプレミアリーグ月間最優秀監督を受賞した。11月から12月のリーグ戦ではアウェイでのチェルシー戦、アウェイでのウルヴァーハンプトン戦、ホームでのウェストハム戦、アウェイでのブライトン戦で4戦全勝した。この成績から自身4度目となる11月/12月のプレミアリーグ月間最優秀監督（ワールドカップ開催により11月中旬から12月下旬までリーグ戦中断となったため11月と12月を合わせた対象月間となった）を受賞した。第20節、ノース・ロンドン・ダービーでは、2-0で勝利し2013-14シーズン以来のシーズンダブル達成した。1月はニューカッスルに引き分けるものの、3試合で勝ち点7をプラスし、第19節終了時点で勝ち点50ポイントに到達する。これはクラブ史上最もハイペースな記録であり、無敗優勝を達成した2003-04シーズンを上回る勢いであった。この結果から、今シーズン3度目となる1月のプレミアリーグ月間最優秀監督を受賞した。2023年3月12日、第27節フラムFC戦で勝利したことにより監督として公式戦100勝目を飾った。公式戦168試合で100勝し勝率59.5％は歴代のアーセナル監督で最高である。同年3月13日、ロンドン・フットボール・アワードの2022-23シーズンの年間最優秀監督賞を受賞した。3月のリーグ戦を4戦全勝し4試合全てで3得点以上奪い合計14得点と好成績を残し同シーズンだけで4度目となる3月のプレミア月間最優秀監督を受賞した。結果、同シーズンは2位となり、UEFAチャンピオンズリーグの出場権を獲得した。

#### 2023-24シーズン
2024年3月8日、唯一の2月全勝監督、4試合18得点という圧倒的なゴール数、首位リヴァプール撃破と驚異的な結果を残して自身7度目となる2月のプレミアリーグ月間最優秀監督を受賞した。CLベスト16のFCポルト戦をPK戦の末に勝利し、アーセナルを14年ぶりのCLベスト8進出に導いた。4月28日、ノース・ロンドン・ダービーを制し、プレミア・リーグ100勝目を飾った。169試合での100勝到達はクラブレジェンドのアーセン・ベンゲルを抜き史上５番目の早さである。同年5月15日、1815年に創設されたスペインへの特別な貢献などが認められた者にのみ与えられるイサベル・ラ・カトリカ勲章を受章した。同年5月29日、グローブ・サッカー・アワードにおいて2024年プレミアリーグ最優秀監督を受賞した。23-24シーズンはリーグ内で最少失点(29失点)と最多無失点(18回)を記録する鉄壁の守備を見せながら総得点数もマンチェスター・シティに次ぐ2位(91点)と攻守にともにプレミア屈指の記録を残し、終盤三つ巴の優勝争いのライバルであったマンチェスター・シティ、リヴァプール双方に1勝1分の無敗で勝ち越しを含む対ビッグ6無敗と強豪相手に一度も負けない勝負強さを見せた。また、プレミアリーグ発足以降のアーセナル史上最多勝利数であるリーグ戦28勝をするなど記録ずくめの素晴らしいシーズンを送った。しかし、最終節までもつれた優勝争いの末に勝点差わずか2及ばずにマンチェスター・シティの四連覇を阻止できず2季連続の2位に終わった。

#### 2024-25シーズン
2024年9月12日、アーセナルと長期の契約延長をしたことが公式発表された。

## 人物
2010年、ミス・スペインに選ばれた経歴のあるアルゼンチン系スペイン人の女優・モデル・テレビ司会者のロレーナ・ベルナルと結婚した。現在、2人の間には3人の息子がいる。
スペイン語、バスク語、カタルーニャ語を流暢に操り、英語、完璧ではないがフランス語とイタリア語も話すことができる。現在はポルトガル語を学んでいる。

## メディア
Amazonオリジナルのスポーツドキュメンタリー番組「オール・オア・ナッシング ～アーセナルの再起～」に出演し、2021-22シーズンを通してフィールド内外の舞台裏でコーチングスタッフや選手との様子を記録した。 また、「オール・オア・ナッシング ～マンチェスター・シティの進化～」にも、出演した。

## 個人成績
| クラブ               | シーズン | リーグ | リーグ | カップ | カップ | UEFA | UEFA | 通算 | 通算 |
| クラブ               | シーズン | 出場   | 得点   | 出場   | 得点   | 出場 | 得点 | 出場 | 得点 |
| -------------------- | -------- | ------ | ------ | ------ | ------ | ---- | ---- | ---- | ---- |
| バルセロナB          | 1999-00  | 26     | 1      | —      | —      | —    | —    | 26   | 1    |
| バルセロナB          | 2000-01  | 16     | 2      | —      | —      | —    | —    | 16   | 2    |
| バルセロナB          | 通算     | 42     | 3      | 0      | 0      | 0    | 0    | 42   | 3    |
| パリ・サンジェルマン | 2000-01  | 6      | 1      | 1      | 0      | 4    | 0    | 11   | 1    |
| パリ・サンジェルマン | 2001-02  | 25     | 1      | 7      | 2      | 10   | 1    | 42   | 4    |
| パリ・サンジェルマン | 通算     | 31     | 2      | 8      | 2      | 14   | 1    | 53   | 5    |
| レンジャーズ         | 2002-03  | 27     | 4      | 7      | 1      | 1    | 0    | 35   | 5    |
| レンジャーズ         | 2003-04  | 23     | 8      | 4      | 0      | 6    | 1    | 33   | 9    |
| レンジャーズ         | 通算     | 50     | 12     | 11     | 1      | 7    | 1    | 68   | 14   |
| レアル・ソシエダ     | 2004-05  | 15     | 1      | 0      | 0      | —    | —    | 15   | 1    |
| レアル・ソシエダ     | 通算     | 15     | 1      | 0      | 0      | 0    | 0    | 15   | 1    |
| エヴァートン         | 2004-05  | 12     | 1      | 1      | 0      | —    | —    | 13   | 1    |
| エヴァートン         | 2005-06  | 29     | 1      | 5      | 1      | 3    | 1    | 37   | 3    |
| エヴァートン         | 2006-07  | 35     | 9      | 4      | 0      | —    | —    | 39   | 9    |
| エヴァートン         | 2007-08  | 28     | 1      | 2      | 0      | 7    | 3    | 37   | 4    |
| エヴァートン         | 2008-09  | 26     | 6      | 3      | 1      | 2    | 0    | 31   | 7    |
| エヴァートン         | 2009-10  | 13     | 6      | 1      | 0      | 2    | 0    | 16   | 6    |
| エヴァートン         | 2010-11  | 29     | 3      | 4      | 0      | —    | —    | 33   | 3    |
| エヴァートン         | 2011-12  | 2      | 1      | 1      | 1      | —    | —    | 3    | 2    |
| エヴァートン         | 通算     | 174    | 28     | 21     | 3      | 14   | 4    | 209  | 35   |
| アーセナル           | 2011-12  | 29     | 6      | 3      | 0      | 6    | 0    | 38   | 6    |
| アーセナル           | 2012-13  | 34     | 6      | 2      | 0      | 7    | 0    | 43   | 6    |
| アーセナル           | 2013-14  | 31     | 2      | 6      | 1      | 6    | 0    | 43   | 3    |
| アーセナル           | 2014-15  | 7      | 0      | 0      | 0      | 4    | 1    | 11   | 1    |
| アーセナル           | 2015-16  | 9      | 0      | 4      | 0      | 1    | 0    | 14   | 0    |
| アーセナル           | 通算     | 110    | 14     | 15     | 1      | 24   | 1    | 149  | 16   |
| 総通算               | 総通算   | 421    | 59     | 55     | 7      | 59   | 6    | 526  | 73   |

## 監督成績
2022年11月12日現在
| クラブ     | 就任           | 退任 | 記録 | 記録 | 記録 | 記録 | 記録 | 記録 | 記録 | 記録   |
| クラブ     | 就任           | 退任 | 試   | 勝   | 分   | 敗   | 得   | 失   | 差   | 勝率   |
| ---------- | -------------- | ---- | ---- | ---- | ---- | ---- | ---- | ---- | ---- | ------ |
| アーセナル | 2019年12月22日 |      | 152  | 88   | 23   | 41   | 0    | 0    | +0   | 057.89 |
| 合計       | 合計           | 合計 | 152  | 88   | 23   | 41   | 0    | 0    | +0   | 057.89 |

## タイトル

### 選手時代

#### クラブ
パリ・サンジェルマン
- UEFAインタートトカップ 2001

レンジャーズ
- スコティッシュ・プレミアリーグ 2002-03
- スコティッシュカップ 2002-03
- スコティッシュリーグカップ 2002-03

アーセナルFC
- FAカップ：2回 (2013-14, 2014-15)
- FAコミュニティ・シールド：2回 (2014, 2015)

#### 代表
U-16スペイン代表
- UEFA U-16欧州選手権 1999年
- UEFA-CAF メリディアン・カップ 1999年

#### 個人
- エヴァートン年間最優秀選手（ファン投票）2005-06, 2006-07
- エヴァートン年間最優秀選手（選手間投票）2005-06

### クラブ
アーセナルFC
- FAカップ：1回 (2019-20)
- FAコミュニティ・シールド：2回 (2020,2023)

#### 個人
- プレミアリーグ月間最優秀監督：7回（2021年9月、2022年3月、8月、11/12月[52]、2023年1月[53]、2023年3月、2024年2月）
- ロンドン・フットボール・アワード 年間最優秀監督：1回（2022/23）
- グローブ・サッカー・アワード プレミアリーグ最優秀監督：1回（2024）